# Miki Espuma
Miki Espuma (Miquel Badosa) es uno de los seis directores artísticos de la compañía catalana de teatro La Fura dels Baus. Sus colegas en la compañía son: Pep Gatell, Jürgen Müller, Àlex Ollé, Carlus Padrissa y Pera Tantiñá.

## Biografía
Nacido en Sant Andreu (Barcelona) en 1959, con dieciséis años inicia su carrera profesional como cantautor y músico de rock dentro de la llamada Onda Layetana. El estilo musical que aglutinaba a los músicos de jazz y rock de la Cataluña de finales de los 70. Sus actuaciones más relevantes fueron las 12 Horas de Canet-Rock (1976) y como  telonero de Dr. Feelgood (1977).
En 1980 entra a formar parte del grupo teatral La Fura dels Baus como músico y creador de los montajes escénicos i trabajos paralelos (discos, videos, conciertos, espectáculos de calle). Durante esos años, trabaja como compositor i coordinador de la sección musical y discográfica de la compañía.
Miki Espuma ha realizado la composición musical, entre otras, de los espectáculos y proyectos: Accions (1984), Suz/o/Suz (1985), Tier Mon (1988), Noun  (1990), M.T.M. (1994), la banda de rock KRAB (1995), Ombra (1997), OBS (2000), obertura de la Bienal de Valencia (2001), XXX (2002),  el 25º aniversario del descubrimiento de las minas de Atapuerca (2003), la ceremonia de apertura de los Juegos Mediterráneos de Almería (2005), del  mundial  de ciclismo de Mallorca (2007), Orbis Vitae apertura del Festival Chile a Mil(2009) y Los Nadis en la ciudad de Poznan, Polonia (2010).
Miki Espuma se lanza como director de escena con el espectáculo El latido de la bestia en la ceremonia de clausura de los Juegos Paralímpicos de Barcelona 1992, pero es en 2007 en Singapur donde compone la música, crea el guion y dirige artísticamente un espectáculo entero: Dreams in flight.
El éxito cosechado por el espectáculo provoca que Miki Espuma continúe haciendo escena y en 2009 dirige The beat in the dark  en el Sziget Festival de Budapest. Posteriormente dirige junto a Jürgen Müller el espectáculo de apertura del Harare International Festival de Zimbabue (2010);  el mismo año en Australia inaugura el Perth International Festival con el espectáculo The experience. En 2011 abre  el Hi! Seoul Festival de Corea con Rainbow drops.
Actualmente, trabaja en la dirección escénica del espectáculo Histoire du soldat de Igor Stravinski. 
Paralelamente, Miki Espuma y su banda realizan, en tono de Blues, conciertos íntimos en los que canta y toca en la guitarra y al piano, composiciones propias y de los grupos que más han incluido en su carrera musical.